# Elecciones estatales del Estado de México de 2012
Las elecciones estatales del Estado de México de 2012 se llevaron a cabo el domingo 1 de julio de 2012, y en ellas serán renovados los siguientes cargos de elección popular:
- 125 ayuntamientos. Compuestos por un Presidente Municipal y regidores, electos para un periodo de tres años no reelegibles para el periodo inmediato.
- 75 Diputados al Congreso del Estado. 45 electos por mayoría relativa en cada uno de los Distrito Electorales y 30 por el principio de Representación proporcional.

## Resultados Federales: Presidente
|  | 18.21 % |

|  | 43.19 % |

|  | 34.10 % |

|  | 2.33 % |

|  | 0.05 % |

|  | 2.11 % |

|  | 100.00 % |

## Ayuntamientos

### Por partido político
| Partido/Alianza                                   | Partido/Alianza                                                           | Ayuntamientos |
| ------------------------------------------------- | ------------------------------------------------------------------------- | ------------- |
|                                                   | Partido Acción Nacional                                                   | 16            |
|                                                   | Coalición: Comprometidos por el Estado de México PRI, PVEM, Nueva Alianza | 93            |
|                                                   | Coalición: Comprometidos por el Estado de México PRI-PVEM                 |               |
|                                                   | Coalición: Comprometidos por el Estado de México PRI-Nueva Alianza        |               |
|                                                   | Partido de la Revolución Democrática                                      | 3             |
|                                                   | Coalición: El Cambio verdadero PRD-PT                                     | 6             |
|                                                   | Coalición: Unidos es Posible PRD-Movimiento Ciudadano                     | 1             |
|                                                   | Coalición: Movimiento Progresista PRD PT y Movimiento Ciudadano           | 1             |
|                                                   | Partido del Trabajo                                                       | 3             |
|                                                   | Movimiento Ciudadano                                                      |               |
|                                                   | Coalición: Morena PT-Movimiento Ciudadano                                 | 2             |
| Total                                             | Total                                                                     | 125           |
| Fuente: Instituto Electoral del Estado de México. |                                                                           |               |

## Candidatos a los Ayuntamientos
A continuación se muestran los candidatos de los diez municipios más poblados del Estado de México, que en su conjunto albergan 7 479 384 habitantes, el 53.40% de la población de la entidad

### Ecatepec de Morelos
|  | 15.51 % |

|  | 46.50 % |

|  | 35.54 % |

|  | 0.10 % |

|  | 2.35 % |

|  | 100.00 % |

### Nezahualcóyotl
|  | 9.78 % |

|  | 36.86 % |

|  | 37.17 % |

|  | 2.91 % |

|  | 5.00 % |

|  | 0.12 % |

|  | 8.16 % |

|  | 100.00 % |

### Naucalpan de Juárez
|  | 31.01 % |

|  | 41.01 % |

|  | 17.72 % |

|  | 2.45 % |

|  | 1.94 % |

|  | 0.08 % |

|  | 5.79 % |

|  | 100.00 % |

### Toluca
|  | 29.24 % |

|  | 50.36 % |

|  | 12.43 % |

|  | 2.20 % |

|  | 1.61 % |

|  | 0.12 % |

|  | 4.04 % |

|  | 100.00 % |

### Tlalnepantla de Baz
|  | 24.86 % |

|  | 39.06 % |

|  | 26.34 % |

|  | 4.16 % |

|  | 0.10 % |

|  | 5.48 % |

|  | 100.00 % |

### Chimalhuacán
|  | 9.76 % |

|  | 49.15 % |

|  | 27.50 % |

|  | 2.72 % |

|  | 2.17 % |

|  | 0.30 % |

|  | 8.40 % |

|  | 100.00 % |

### Cuautitlán Izcalli
|  | 29.74 % |

|  | 40.02 % |

|  | 18.64 % |

|  | 3.53 % |

|  | 2.02 % |

|  | 0.09 % |

|  | 5.96 % |

|  | 100.00 % |

### Tultitlán
|  | 14.10 % |

|  | 44.16 % |

|  | 26.14 % |

|  | 10.00 % |

|  | 0.20 % |

|  | 5.40 % |

|  | 100.00 % |

### Atizapán de Zaragoza
|  | 37.94 % |

|  | 34.90 % |

|  | 17.26 % |

|  | 2.53 % |

|  | 1.68 % |

|  | 0.09 % |

|  | 5.60 % |

|  | 100.00 % |

### Ixtapaluca
|  | 33.58 % |

|  | 34.01 % |

|  | 22.62 % |

|  | 2.04 % |

|  | 1.70 % |

|  | 0.16 % |

|  | 5.89 % |

|  | 100.00 % |

## Diputados

### Por partido político
| Partido                                           | Partido                                                       | Diputados Mayoría relativa | Diputados Rep. Proporcional | Total |
| ------------------------------------------------- | ------------------------------------------------------------- | -------------------------- | --------------------------- | ----- |
|                                                   | Partido Acción Nacional                                       | 1                          | 10                          | 11    |
|                                                   | Partido Revolucionario Institucional                          | 5                          | 0                           | 5     |
|                                                   | Compromiso por el Estado de México (PRI, PVEM)                | 7                          | 0                           | 7     |
|                                                   | Comprometidos con el Estado de México (PRI, Nueva Alianza)    | 3                          | 0                           | 3     |
|                                                   | Compromiso con el Estado de México (PRI, PVEM, Nueva Alianza) | 26                         | 0                           | 26    |
|                                                   | Partido de la Revolución Democrática                          | 3                          | 9                           | 12    |
|                                                   | Partido del Trabajo                                           | 0                          | 2                           | 2     |
|                                                   | Partido Verde Ecologista de México                            | 0                          | 4                           | 4     |
|                                                   | Movimiento Ciudadano                                          | 0                          | 2                           | 2     |
|                                                   | Nueva Alianza                                                 | 0                          | 3                           | 3     |
| Total                                             | Total                                                         | 45                         | 30                          | 75    |
| Fuente: Instituto Electoral del Estado de México. |                                                               |                            |                             |       |